# Tapio
Tapio  è un nome proprio di persona finlandese maschile.

## Origine e diffusione
Si tratta di un nome di tradizione mitologica, essendo portato dal dio della foresta, della caccia e degli animali della mitologia finlandese, Tapio, presente anche nel Kalevala; il significato e l'etimologia del nome sono sconosciuti.

## Onomastico
Il nome è adespota, cioè non è portato da alcun santo, quindi l'onomastico si festeggia il 1º novembre, giorno di Ognissanti. Un onomastico laico è festeggiato il giorno 18 giugno in Finlandia.

## Persone
- Tapio Kare, pentatleta finlandese
- Tapio Korjus, atleta finlandese

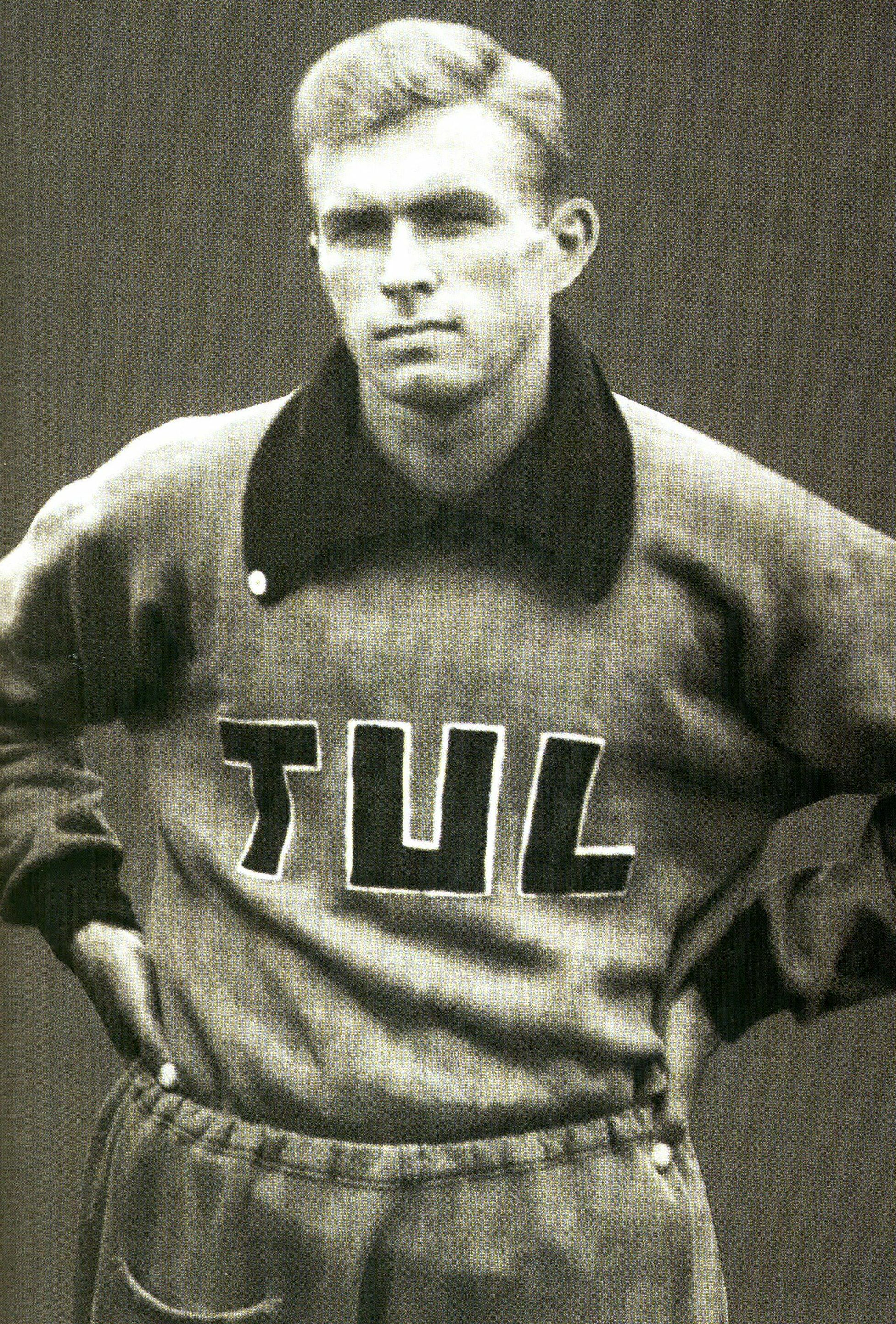
Tapio Rautavaara

- Tapio Mäkelä, fondista e dirigente sportivo finlandese
- Tapio Rautavaara, cantante, attore e atleta finlandese
- Tapio Wilska, cantante finlandese
- Tapio Wirkkala, designer e scultore finlandese